# بيتر هوفمان (أستاذ جامعي)
بيتر هوفمان (بالألمانية: Peter Hoffmann)‏ هو مؤرخ ألماني، ولد في 13 أغسطس 1930 في درسدن في ألمانيا.

## وصلات خارجية
- بيتر هوفمان على موقع مونزينجر (الألمانية)